# Mary McGeachy
Mary Agnes (Craig) Schüller-McGeachy (geboren am 7. November 1901 in Sarnia; gestorben am 2. November 1991 in Keene, New York) war eine kanadische Diplomatin und Frauenrechtlerin.

## Leben
Die Predigerstochter Mary McGeachy studierte an der University of Toronto Geschichte, Philosophie und Englisch. In ihrer Zeit als Studentin und darüber hinaus versuchte sie, ihr Geschlecht durch Führen des Vornamens Craig zu verschleiern. Sie lernte Lester Pearson als Dozenten kennen, mit dem sie ihr Leben lang befreundet blieb. 1924 schloss sie ihr Studium in Toronto ab. In Hamilton arbeitete sie zwei Jahre als Lehrerin. Es folgten neue Studienaufenthalte an der Sorbonne und an der Universität Genf. In Genf arbeitete sie als Redakteurin eines Studentenmagazins im Auftrag des Christlichen Studenten-Weltbunds, bis sie 1928 eine Anstellung in einer Rechercheabteilung des Völkerbunds und später in dessen Sekretariat fand. Als kanadisch-britische Enthusiastin war sie darum bemüht, den Einfluss Kanadas im Völkerbund sowie dessen Bedeutung als Verhandlungsplattform zu steigern.
Dabei knüpfte sie auch Kontakte zur britischen sowie internationalen Frauenbewegung: In Genf waren unter anderen der Internationale Frauenrat (ICW), die Internationale Frauenallianz (IAW) und die Internationale Frauenliga für Frieden und Freiheit (IFFF) als Lobbyorganisationen im Völkerbund tätig. Bekanntschaften schloss sie hier etwa mit Mary Agnes Hamilton (stellvertretende Gesandte Großbritanniens), Hugh Dalton, Philip Noel-Baker oder Charlotte Whitton.
Während des Zweiten Weltkriegs arbeitete sie im britischen Ministry of Economic Warfare und wurde im Oktober 1942 als erste Frau der britischen Geschichte mit Diplomatenstatus versehen. Ab Januar 1944 war sie innerhalb der neugegründeten United Nations Relief and Rehabilitation Administration als Director of Welfare verantwortlich für die Fürsorge bei bedürftigen Flüchtlingen sowie für den Wiederaufbau der Sozialsysteme in den Kriegsgebieten. Für ihren Führungsstil wurde sie vor allem von amerikanischer Seite kritisiert, etwa aufgrund ihrer langen Abwesenheit aus Washington und einem privaten Umzug nach London. Dort heiratete sie im Dezember 1944 Erwin Schüller, einen vermögenden deutschen Auswanderer aus Wien, der 1941 aus einem Internierungslager freigekommen war. Im Mai 1946 wurde die UNRRA umstrukturiert und die Abteilung Welfare herabgestuft. McGeachys neue Rolle war die einer Verbindungsoffizierin. Sie verließ die UNRRA am 23. August 1946.
Nach dem Krieg zog sie mehrfach um und lebte unter anderem in Südafrika, Toronto, New York und ab 1973 in Princeton. Dabei war sie in Frauenorganisationen tätig, insbesondere dem Internationalen Frauenrat ICW, wo sie ab 1957 in Führungspositionen tätig war. Von 1963 bis 1973 war McGeachy in drei Amtszeiten ICW-Präsidentin.
Im Alter stark religiös motiviert, trat sie der US-amerikanischen Episkopalkirche bei. Sie wurde 1986 als Dame in den Order of Saint John aufgenommen.